# Liste der Stolpersteine in Markneukirchen
Die Liste der Stolpersteine in Markneukirchen enthält sämtliche Stolpersteine, die im Rahmen des gleichnamigen Kunst-Projektes von Gunter Demnig in Markneukirchen verlegt wurden.

## Hintergrund
Mit diesen Gedenksteinen soll Opfern des Nationalsozialismus gedacht werden, die in Markneukirchen lebten und wirkten. Die ersten drei Stolpersteine wurden nach Vorbereitung durch Schüler des Gymnasiums am 8. Mai 2024 durch Gunter Demnig persönlich verlegt.

## Liste der Stolpersteine in Markneukirchen
Zusammengefasste Adressen zeigen an, dass mehrere Stolpersteine an einem Ort verlegt wurden. Die Tabelle ist teilweise sortierbar; die Grundsortierung erfolgt alphabetisch nach der Adresse. Die Spalte Person, Inschrift wird nach dem Namen der Person alphabetisch sortiert.
| Stolperstein | Standort                | Verlegedatum | Inschrift | Name, Leben |
| --- | ----------------------- | ------------ | --- | ----------- |
| Bild gesucht Die Wikipedia wünscht sich an dieser Stelle ein Bild vom hier behandelten Ort. Falls du dabei helfen möchtest, erklärt die Anleitung , wie das geht. BW | Unterer Markt 18 (Lage) | 8. Mai 2024  | Hier wohnte Johannes Brandt Jg. 1901 Flucht Frankreich Interniert Drancy Deportiert 1942 Auschwitz Ermordet        |             |
| Bild gesucht Die Wikipedia wünscht sich an dieser Stelle ein Bild vom hier behandelten Ort. Falls du dabei helfen möchtest, erklärt die Anleitung , wie das geht. BW | Unterer Markt 18 (Lage) | 8. Mai 2024  | Hier wohnte Dieter Brandt Jg. 1937 Flucht Frankreich Interniert Drancy Deportiert 1942 Auschwitz Ermordet          |             |
| Bild gesucht Die Wikipedia wünscht sich an dieser Stelle ein Bild vom hier behandelten Ort. Falls du dabei helfen möchtest, erklärt die Anleitung , wie das geht. BW | Unterer Markt 18 (Lage) | 8. Mai 2024  | Hier wohnte Lina Brandt Geb. Stahl Jg. 1910 Flucht Frankreich Interniert Drancy Deportiert 1942 Auschwitz Ermordet |             |